# Formació de Touchet
La formació de Touchet o Touchet Beds consisteix en grans quantitats de grava i sediments fins que se superposen amb una potència de gairebé mil metres de basalt volcànic del Grup de Basalt del riu Columbia al centre-sud de Washington i al centre-nord d'Oregon. Aquestes capes estan formades per entre 6 i 40 ritmites diferents: capes horitzontals de sediment, cadascuna clarament delimitada de les immediatament adjacents. Aquests capes Touchet sovint estan coberts per sòls de loess transportats pel vent més tard; el número de capes varia segons el lloc. Aquestes varien en profunditat des de 330 ft (100 m) a cotes més baixes on es poden trobar diverses capes fines a unes quantes capes extremadament primes a l'elevació màxima on s'observen (1,150 ft (350 m)).
La formació de Touchet és un element clau dins del conjunt de proves que ajudaren a identificar i definir la progressió de les inundacions Missoula, que es van produir entre 16.450 i 13.750 anys aC. Durant les inundacions, les aigües que travessaven el Wallula Gap anaven prou lentes com per que l'aigua s'acumulés en un llac temporal, el llac Lewis. El llac Lewis inundà les valls dels rius Yakima, Walla Walla, Touchet i Tucannon. En aquests braços relativament tranquils del llac, les aigües tranquil·les dipositaren els materials en suspensió erosionats de les regions de les channeled scablands al nord del llac Lewis i els van tornar a dipositar en capes pronunciades abans de retrocedir.

## Descobriment i interpretació

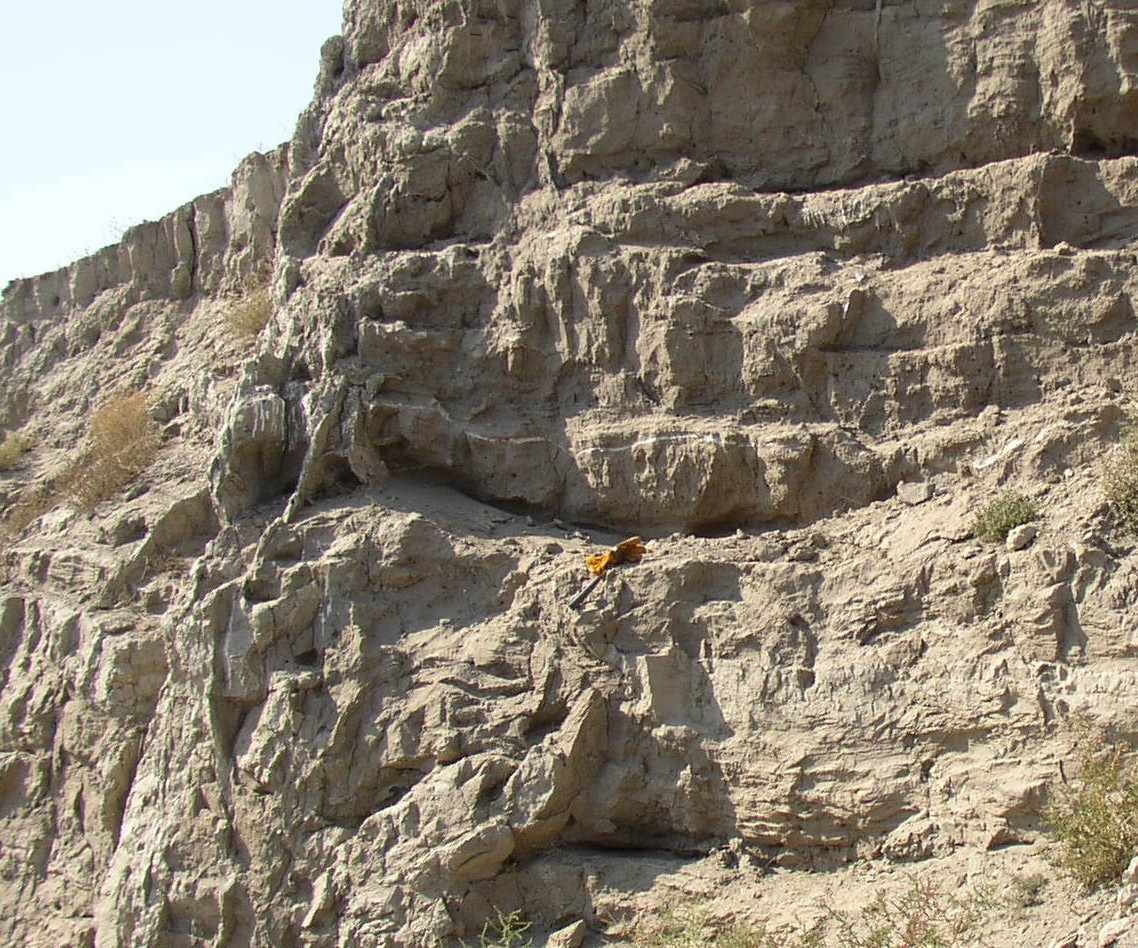
Touchet beds a la vall del riu Touchet

Encara que visibles al llarg dels marges del Walla Walla i el Touchet, els Touchet Beds no van ser objecte d'estudi fins a principis del segle xx. Es mantenen al centre de les anàlisis científiques a l'hora de caracteritzar les inundacions Missoula.

### Localitat tipus
La localitat tipus de la formació de Touchet és la confluència del riu Touchet amb el Walla Walla, assenyalada originalment per Richard Foster Flint el 1938. Posteriorment es van identificar nombroses altres exposicions a les conques de l'antic llac Lewis i llac Condon. Els dipòsits d'aigües tranquil·les equivalents a Touchet també estan presents a la vall del Willamette prop de Portland (antic llac Allison).

### Primeres interperetacions
El 1923 J. Harlen Bretz va publicar un article en el qual argumentava que les channeled scablands a l'est de Washington van ser causades per inundacions massives en el passat llunyà. Aquest punt de vista, que es va veure com un argument a favor d'una explicació catastròfica per al desenvolupament geològic, que anava en contra de la visió dominant aleshores de l'uniformisme, i els punts de vista de Bretz van ser inicialment condemnats. Bretz va defensar les seves teories, iniciant un debat de quaranta anys sobre les inundacions Missoula abans que finalment prevalgués la visió de Bretz sobre una inundació cataclísmica. Waitt va ampliar l'argument de Bretz, defensant una seqüència de múltiples inundacions de Missoula: una quarantena o més. La proposta de Waitt es basava principalment en l'anàlisi dels dipòsits del fons del llac glacial a Ninemile Creek i els dipòsits de la formació de Touchet a Burlingame Canyon. Això representà un allunyament de la idea d'una sola inundació cataclísmica cap a la d'una sèrie d'inundacions cataclísmiques, però amb la font d'aquestes inundacions encara atribuïda al llac glacial Missoula.

El 1999 va reaparèixer la controvèrsia de si les formes dels channeled scabland es van formar principalment per múltiples grans inundacions periòdiques o per una sola inundació cataclísmica a gran escala del llac glacial Missoula del Plistocè tardà o d'una font canadenca no identificada. L'equip de Shaw va revisar les seqüències sedimentàries dels Touchet Beds i va concloure que les seqüències no implicaven automàticament múltiples inundacions separades per dècades o segles. Més aviat, van proposar que la sedimentació a la conca del llac glacial Missoula va ser el resultat del drenatge de jökulhlaups al llac Missoula des de la Colúmbia Britànica cap al nord. L'equip de Shaw va proposar que els Touchet Bed rítmics eren el resultat de múltiples polsos, o augments, dins d'una sola inundació més gran. En resposta, l'equip d'Atwater va observar que hi havia proves substancials de múltiples grans inundacions, incloses proves d'esquerdes de fang i caus d'animals a les capes inferiors dels llits Touchet, que es van omplir de sediments en inundacions posteriors.

## Causes

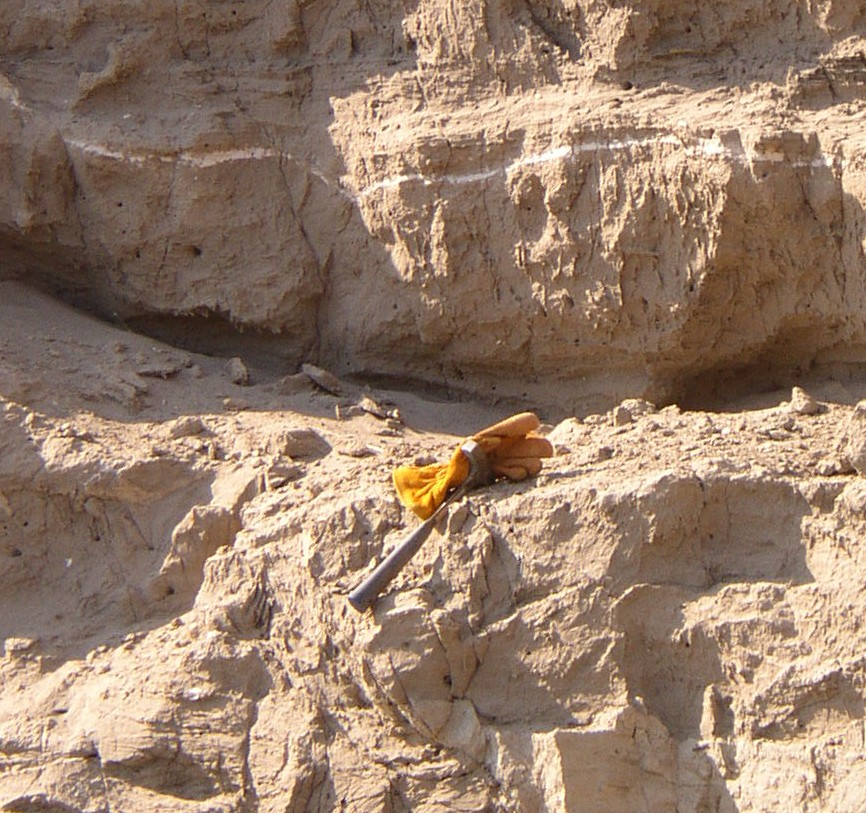
Touchet Beds a la vall del riu Touchet. Observeu una línia blanca diferent, que consta de dues capes de cendra "S" de Mount St. Helens que va caure a l'est de Washington entre 13.350 i 14.400 anys aC.

Investigacions científiques recents donen suport a la proposta de Waitt de separar les capes en registres d'inundacions seqüencials. Tot i que les diverses fonts donen suport a la separació temporal de les inundacions, no identifiquen definitivament la font d'aigua per a totes les inundacions, tot i que tots coincideixen que el llac Missoula en fou l'origen en almenys algunes d'elles.

### Formació
Els Touchet Beds estan formats per sediments dipositats durant les diverses inundacions Missoula, entorn el 16.450 a 13.750 aC,i durant la inundació Bonneville que es va produir aproximadament l'any 12.500 BCE. Una altra font potencial d'inundacions periòdiques, encara una mica controvertida, és l'alliberament d'inundacions per part dels jökulhlaups dels llacs subglacials de la Colúmbia Britànica, però encara no s'ha identificat cap font específica d'aquests jökulhlaups.
Durant les inundacions, el flux a través de l'estret Wallula Gap va ser restringit de manera que l'aigua es va agrupar en un llac temporal, el llac Lewis, que es va formar a les terres baixes del Columbia Plateau. El llac Lewis va inundar les valls del riu Yakima, Walla Walla, Touchet i Tucannon. Aquesta inundació va durar entre 4 i 7 dies. Als braços relativament tranquils del llac, les aigües tranquil·les eren espesses amb materials en suspensió erosionats de les Channeled Scabland superiors. Alguns dels materials en suspensió es van assentar, creant gruixudes capes de la formació de Touchet, o ritmites, que es troben per aquestes valls. Els clasts més grossos es van establir primer, seguits dels més fins. Això va donar lloc a capes amb estratificació graduada dels llits, o roba de llit en què les partícules més grans es troben a la part inferior i les més petites a la part superior.

### Periodicitat

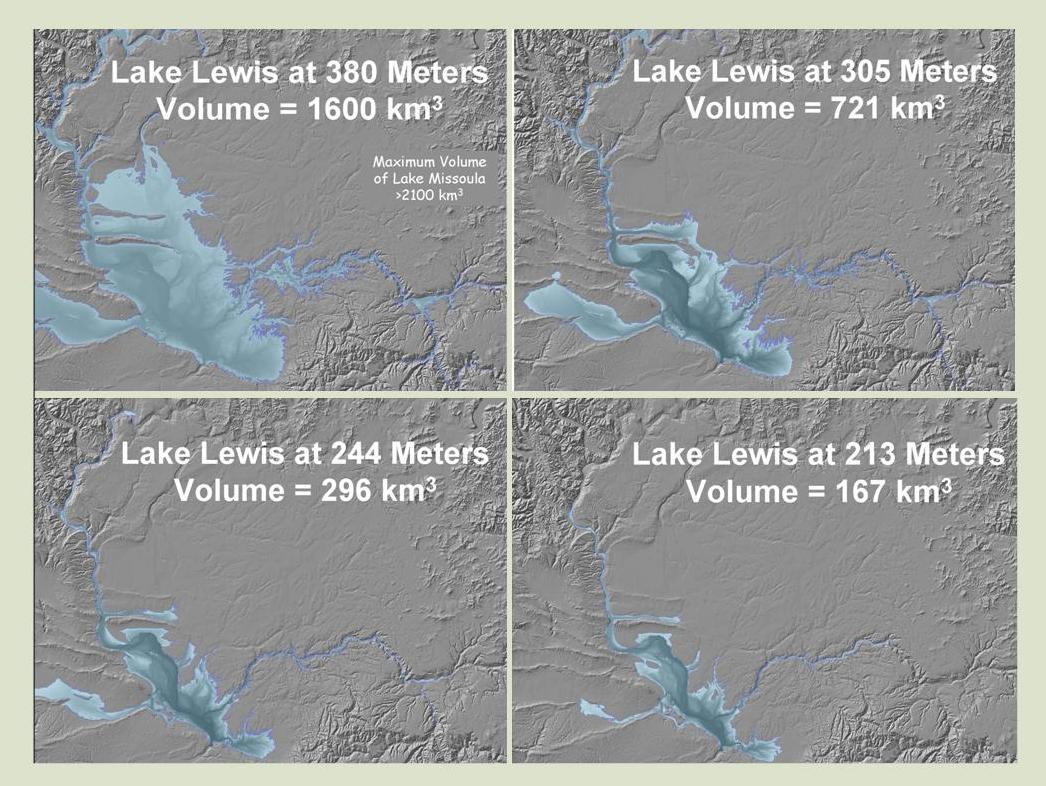
El llac Lewis es va formar quan el flux restringit d'aigües a partir de les inundacions cataclísmiques periòdiques del llac Glacial Missoula, el llac pluvial Bonneville, i potser a partir d'esclats subglacials, es va recolzar a través de la constricció formada per la Wallula Gap a Horse Heaven Hills (sud de Washington).).

El 1980 RB Waitt va estudiar la formació de Touchet a la paret del Burlingame Canyon a l'oest de Walla Walla, Washington, on va comptar almenys 41 capes de dipòsits d'inundació diferents. Va postular que aquestes inundacions només podrien produir-se quan existia el llac glacial Missoula, que estima que es situa entre 16.450 i 13.750. BCE. Estudis més recents han utilitzat la datació per radiocarboni per establir les edats aproximades de deposició de les diferents capes.

Les valls laterals estaven protegides dels corrents violents de la llera principal; com a resultat, els estrats d'inundació establerts per les inundacions anteriors no es van erosionar per les inundacions posteriors, sinó que van ser enterrats i conservats. S'estima que el període mitjà entre episodis d'inundació és d'entre 20 i 60 anys. Les estimacions de periodicitat es basen en una sèrie de restriccions:
- El temps de recàrrega del llac Missoula depèn del nivell al qual es trenca la presa i allibera la inundació, així com de la taxa de precipitació ajustada als afluents del llac Missoula. Per als volums que corresponen a cabals màxims calculats, s'estima que trigaria entre 20 i 80 anys.
- Les orientacions paleomagnètiques dels llits de tefra (cendra volcànica) que es troben entre les capes de la formació de Touchet mostren una variació secular, la qual cosa indica que els llits devien estar formats per moltes inundacions. La puresa de la tefra suggereix una deposició subaèria (la tefra es podria barrejar amb el sediment circumdant si es diposités en aigua en moviment), la qual cosa indica un període sec durant les caigudes de cendra (i, per tant, un hiat entre les inundacions).
- Els dipòsits en alta mar al llit del Pacífic a la desembocadura del riu Colúmbia inclouen 120 m (390 ft) de material dipositat al llarg d'un període de diversos milers d'anys que correspon al període de múltiples inundacions vistes als Touchet Bed. Com que hi ha almenys 40 inundacions, això donaria una separació mitjana entre inundacions de 50 anys.
- El nombre de capes dipositades varia segons la ubicació a la conca del llac Lewis. Això es pot entendre millor com el resultat de múltiples inundacions; els nivells variables corresponen al llac Missoula trencant la presa de gel a volums variables del llac, alliberant diferents volums d'aigua durant cada inundació. Això suggereix que el temps entre inundacions també podria ser variable.
- Els llits d'inundació en altres llocs aigües amunt del llac Lewis, com ara Ninemile Creek a Montana i el braç Sanpoil del llac glacial Columbia, mostren una regularitat corresponent dels dipòsits d'inundació, així com la graduació dels dipòsits i la repetició rítmica als del llac Lewis. Com que el llac glacial Columbia va romandre ple, es poden observar dipòsits anuals (varves) entre els dipòsits d'inundació. Els dipòsits d'inundació es poden distingir de les varves dipositades anualment tant pel seu gruix com per la presència de materials aliens als cursos d'aigua propers. Atwater informa de 35 a 55 varves anuals entre dipòsits d'inundació al llac Columbia, donant suport a un període de 35 a 55 anys entre els col·lapses de la presa de gel.
- Els recomptes addicionals de varves de la conca del llac Missoula, el Sanpoil River i Latah Creek, suggereixen que el temps entre inundacions va ser de 30 a 40 anys de mitjana.

## Ubicacions

### Vall del riu Touchet

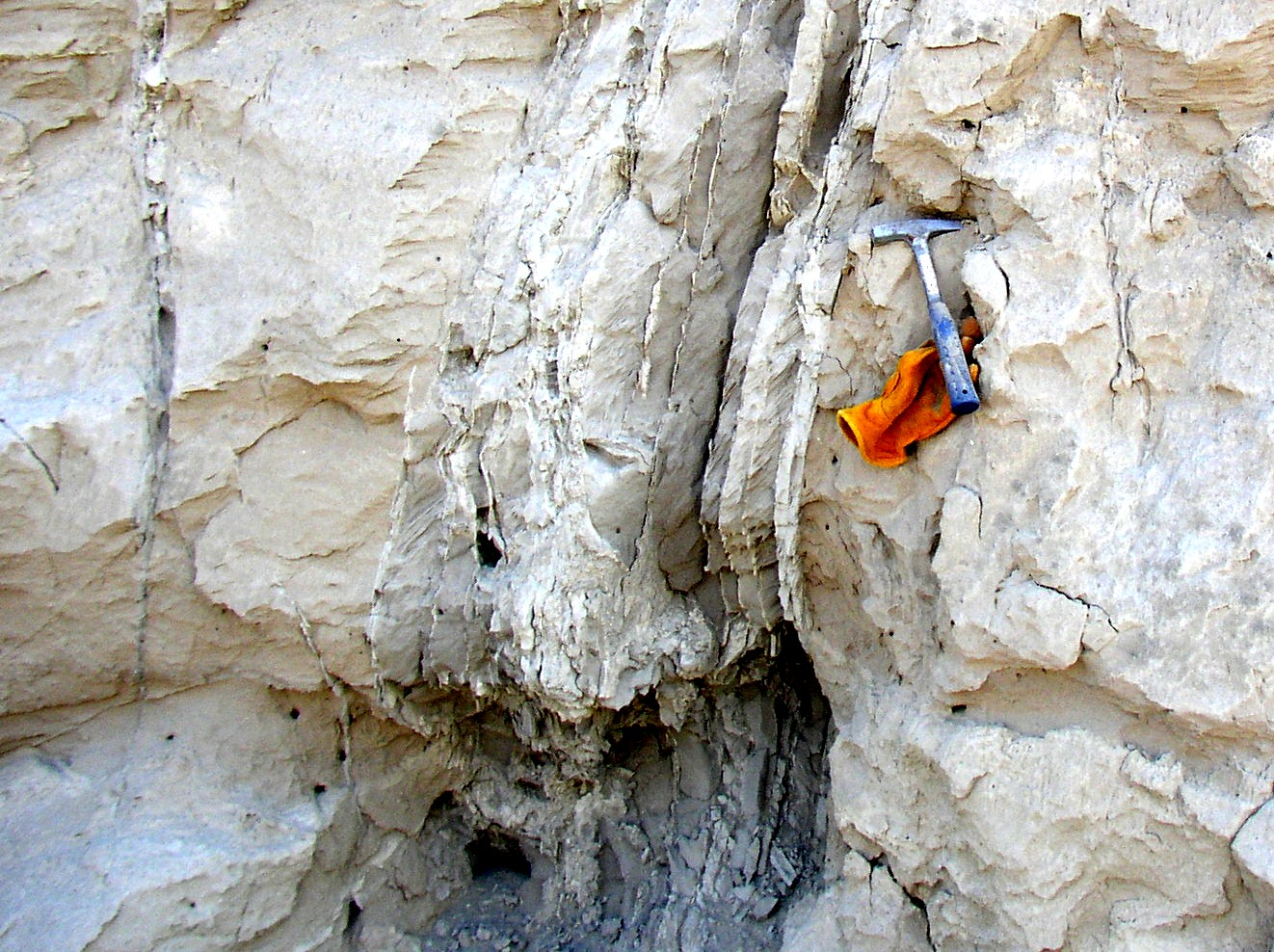
Carson i Pogue els van identificar com a dics clàstics que penetraven a les capes de Touchet. Foto presa en una carretera tallada diverses milles amunt de la vall de Touchet.

La formació de Touchet es va identificar originalment a la confluència del riu Touchet amb el Walla Walla. També es troba a una certa distància amunt de la vall del riu Touchet. El nombre de capes observades disminueix a mida que es remunta la vall, cosa que indica que els llacs d'aigua variaven en profunditat i distància aigües amunt de les diferents preses que provocaven les inundacions. S'observen intrusions de dic clàstic en alguns llocs que penetren verticalment les capes; els dics s'omplen amb materials de gra fi de mida uniforme i són indicis que el període entre inundacions va ser prou llarg perquè els dipòsits s'assequessin, formant esquerdes verticals i permetent que els materials erosionats pel vent omplissin les esquerdes.

### Vall del riu Walla Walla

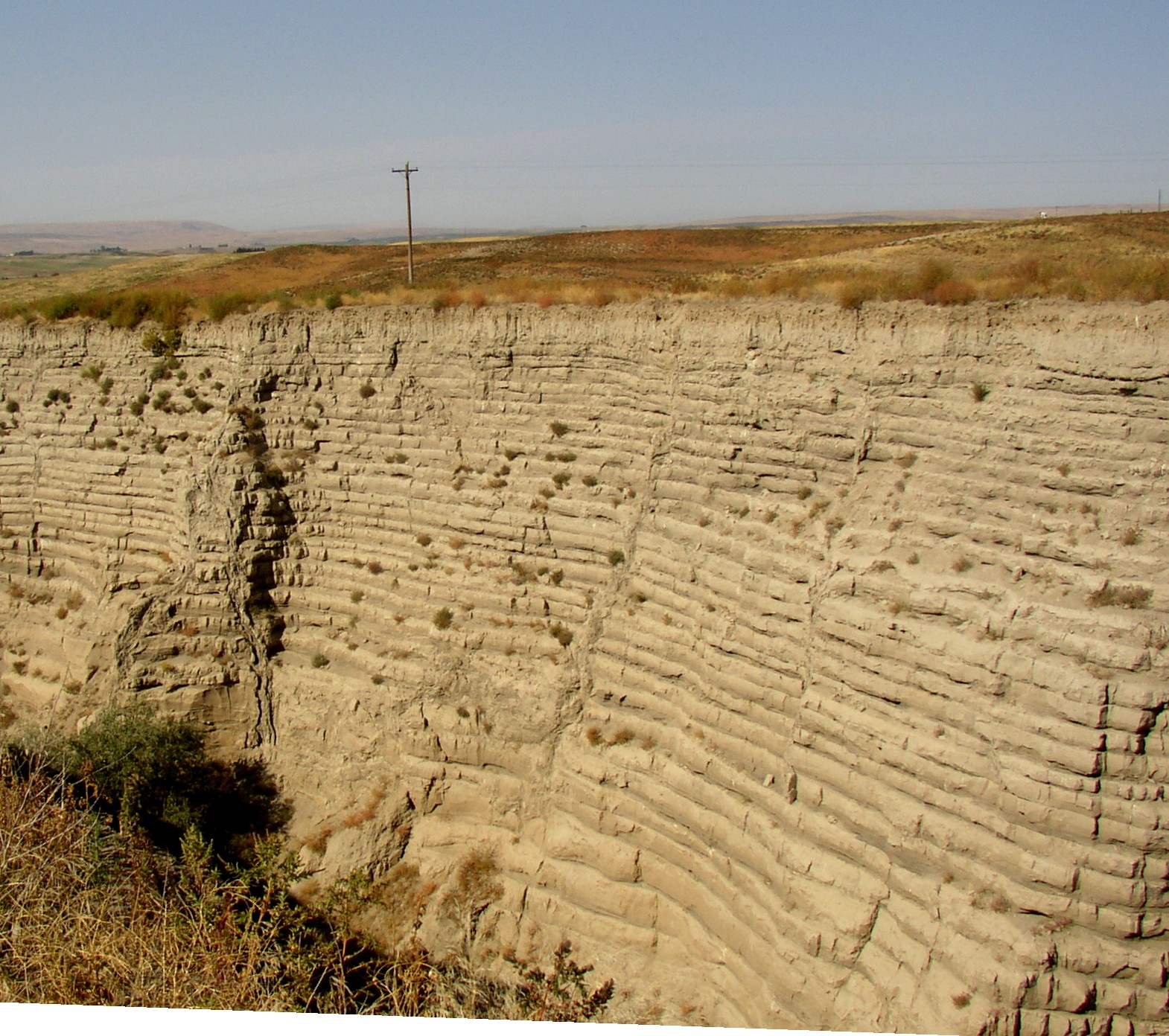
Touchet beds a prop de Lowden a la vall de Walla Walla. Observeu les diverses capes.

La vall del riu Walla Walla és una àmplia conca oberta drenada pel riu Walla Walla. Per sota de la vall, el riu travessa una estreta 8-milla (13 km) fins a la seva confluència amb el riu Columbia. Aquesta àrea es va omplir a diferents profunditats per les successives inundacions de Missoula, i els sediments es van assentar per formar els llits de Touchet sobre gran part de la conca, creant el que avui és una regió fèrtil de terres de conreu. A la part més baixa de la vall més àmplia, a l'est del riu Columbia i a l'oest de la ciutat de Walla Walla, Washington, els sòls solen formar-se als Touchet Beds. En diversos llocs l'erosió ha deixat al descobert aquests llits. al llarg de l'autopista a l'oest de Walla Walla es pot veure un aflorament al segment Gardena Terrace de les ritmites. La formació de Touchet també està àmpliament exposada a Burlingame Canyon, just al sud-oest de la vila de Touchet, prop de la confluència dels rius Touchet i Walla Walla. Els dipòsits també es troben al llarg dels afluents del Walla Walla, estenent-se una certa distància cap al sud fins a Oregon.

### Vall del riu Yakima

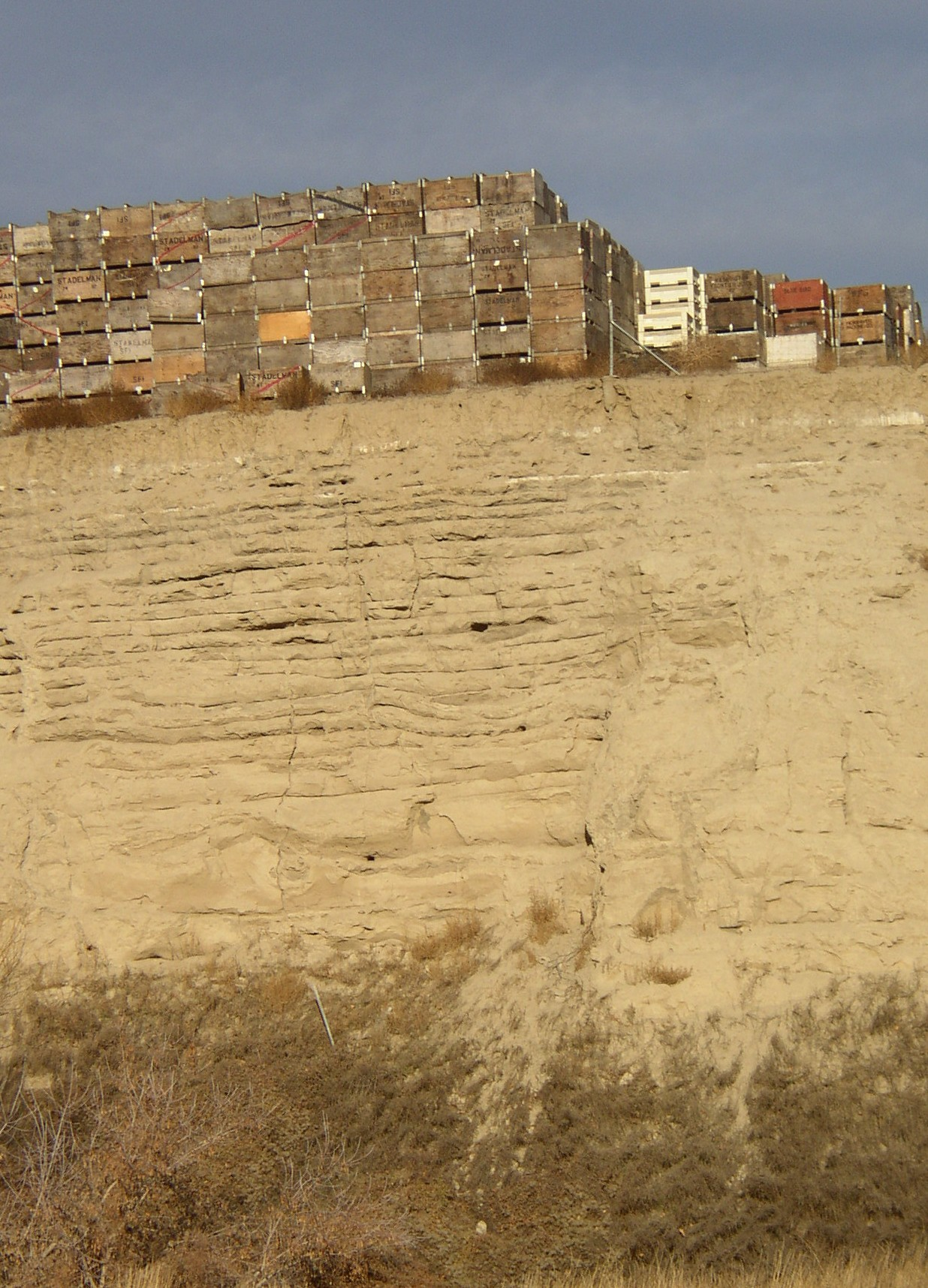
Touchet beds al riu Yakima a Zillah, Washington. Observeu capes diferents. Els palets per a pomes a la part superior proporcionen escala (cadascun té 1 metre d'alçada) per al gruix de la capa.

El llac Lewis es va estendre per la vall de Yakima, inundant una àrea d'uns 600 sq mi (1,600 km2) de la vall i cobrint l'àrea que avui dia ocupa la ciutat de Yakima uns 200 ft (61 m). La vall s'estén per 80 mi (130 km), eixamplant cap a l'oest per sobre del Chandler Narrows i després estrenyent-se de nou a Union Gap just a sota de Yakima. A les conques de Toppenish i Benton del riu Yakima inferior contenen grans quantitats de dipòsits de la formació de Touchet. Les ritmites estan àmpliament exposades 1 mi (1.6 km) al nord de Mabton i a Zillah. habitualment També s'hi troben blocs erràtics transportats pel glaç (ice rafting) en aquests llits.

### Vall del riu Tucannon
El riu Tucannon i el seu afluent, el Pataha Creek també tenen valls parcialment plenes de dipòsits al·luvials de les inundacions Missoula i Bonneville. Tot i que es troben a una certa distància del drenatge del riu Snake, les aigües de la inundació del llac Lewis van recolzar aquest drenatge prou lluny com per dipositar sediments. Els dipòsits de planes inundables consten de fins a sis llits Touchet diferents, així com llim de loess i sorra fina. Aquests dipòsits al·luvials i de loess s'estrenyen a mesura que s'acosten a les parets de la vall basàltica, i s'espesseixen cap a la vall central, amb un gruix màxim de sediment d'entre 20 i 100 ft (6 i 30 m). A causa de l'elevació de la vall, només sis dels esdeveniments d'inundació van provocar que l'aigua remuntés la vall de Tucannon amb un volum suficient per dipositar capes diferents.

### Conca del riu Columbia
També s'han observat rítmites de les inundacions de Missoula a la vall del riu Columbia. Una ubicació notable són els White Bluffs, que estan formats per dipòsits més gruixuts del remolí que es va formar a les aigües de la inundació darrere de les muntanyes Saddle Mountains. Una altra ubicació és a Trinidad, situada a unes 8 milles (13 km) a l'oest de Quincy (Crescent Bar Road).

### Vall de Willow Creek
La formació de Touchet també es troba a Oregon, en zones inundades pel llac Condon. Aquest llac es va inundar a les valls dels rius Umatilla i John Day, així com altres afluents. Com a exemple, les ritmites de sorra llim associades a les inundacions Missoula són presents al llarg de Willow Creek, un afluent de la vall del riu Columbia. Willow Creek conflueix amb el Columbia a unes poques milles a l'oest de Boardman (Oregon). Es poden trobar excel·lents exposicions de la unitat (que conté abundants dics clàstics) als les parets tallades per fer passar l'autopista 74 (Heppner Highway) a prop de la comunitat ramadera de Cecil, Oregon. Aquests jaciments estan associats a l'antic llac Condon.